# Tour Divide
El Tour Divide es una competencia anual en bicicleta de montaña que atraviesa las Montañas Rocosas, desde Canadá hasta la frontera de Estados Unidos con México. Siguiendo las 2745 millas (4417,6 km) de la ruta Great Divide Mountain Bike Route, es una prueba en bicicleta de ultra distancia extrema de resistencia, autosuficiencia y fortaleza mental. El formato de la carrera es estrictamente autosuficiente y no es una carrera por etapas: el reloj corre continuamente desde el inicio hasta que los ciclistas cruzan la línea de meta, generalmente más de dos semanas después.
El evento tiene un perfil muy bajo y es completamente amateur. No hay cuotas de inscripción, ni patrocinio, ni premios. Aunque se recomiendan las "cartas de intención" de los posibles participantes, cualquier ciclista puede presentarse el día del inicio para participar. Los desafíos a lo largo de la ruta incluyen montañas, grandes distancias entre pueblos de reabastecimiento, riesgo de fallas mecánicas o lesiones, osos, mal tiempo, nevadas y secciones importantes que no se pueden pedalear y que requieren empujar la bicicleta. Los ciclistas generalmente adoptan un estilo de "biciacampada", llevando equipo mínimo suficiente para acampar o vivaquear, y solo suficiente agua y comida para durar hasta el próxima pueblo. De esta manera, los ciclistas recorren grandes distancias cada día, el récord de recorrido actual tiene un promedio de más de 174 millas (280 km) por día.
El Tour Divide se ha recorrido y completado tanto en bicicletas tándem como en bicicletas de una sola velocidad. Usualmente comienza el segundo viernes de junio, en un evento llamado Grand Départ (Gran Salida). El recorrido también se puede completar en cualquier momento como una contrarreloj individual (ITT).
Debido a las distancias extremas, la inaccesibilidad de la ruta, la falta de cobertura televisiva y el pequeño número de participantes, la observación directa no es práctica. Sin embargo, muchos ciclistas llevan dispositivos de rastreo SPOT Satellite Messenger, lo que permite monitorear continuamente su progreso en sitios web.

## Récords
Se mantienen récords en varias categorías y no distinguen entre los tiempos establecidos durante la carrera anual oficial o en las contrarreloj individuales establecidas en cualquier momento. Las categorías incluyen tándem, masculino y femenino. Como la ruta cambia con bastante frecuencia, la dificultad y la longitud total pueden variar, lo que significa que los registros de un año a otro no se pueden comparar con exactitud.
- Masculino: 13 días, 22 horas, 51 minutos de Mike Hall en 2016 «Mike Hall completes Tour Divide in record time – and this time keeps the record».
- Femenino: 15 días, 10 horas, 59 minutos por Lael Wilcox en agosto de 2015[2][3]

## Ganadores
| Año  | ganador masculino    | Tiempo del ganador masculino | ganadora femenina       | El tiempo de la ganadora femenina |
| ---- | -------------------- | ---------------------------- | ----------------------- | --------------------------------- |
| 2008 | Matthew Lee          | 19 días 12 horas 0 minutos   | Mary Collier            | 29 días 17 horas 37 minutos       |
| 2009 | Matthew Lee          | 17 días 23 horas 45 minutos  | Jill Homer              | 24 días 07 horas 24 minutos       |
| 2010 | Matthew Lee          | 17 días 16 horas 10 minutos  | Cricket Butler          | 26 días 9 horas 36 minutos        |
| 2011 | Kurt Refsnider       | 15 días 20 horas 51 minutos  | Caroline Soong          | 22 días 9 horas 59 minutos        |
| 2012 | Ollie Whalley        | 16 días 2 horas 54 minutos   | Eszter Horanyi          | 19 días 3 horas 35 minutos        |
| 2013 | Mike Hall            | 14 días 11 horas 55 minutos  | Sara Dalman             | 22 días 19 horas 05 minutos       |
| 2014 | Jefe Branham         | 16 días 2 horas 39 minutos   | Alice Drobna            | 22 días 6 horas 36 minutos        |
| 2015 | Josh Kato            | 14 días 11 horas 37 minutos  | Bethany Dunne           | 19 días 02 horas 37 minutos       |
| 2016 | Mike Hall            | 13 días 22 horas 51 minutos  | Jackie Bernardi         | 19 días 21 horas 41 minutos       |
| 2017 | Brian Lucido         | 14 días 22 horas 50 minutos  | Marketa Peggy Marvanova | 22 días 18 horas 04 minutos       |
| 2018 | Lewis Ciddor         | 15 días 2 horas 8 minutos    | Alexandera Huchin       | 23 días 3 horas 51 minutos        |
| 2019 | Christopher Seistrup | 15 días 11 horas 24 minutos  | Alexandera Huchin       | 18 días 20 horas 26 minutos       |
| 2020 | cancelado, covid-19  | -                            | -                       | -                                 |
| 2021 | Jay Petervary        | 14 días 19 horas 15 minutos  | Lauren Brownlee         | 20 días 05 horas 43 minutos       |
| 2022 | Sofiane Sehili       | 14 días 16 horas 36 minutos  | Ana Jager               | 19 días 00 horas 44 minutos       |

## Cobertura mediática
El evento sigue siendo un fenómeno de nicho y recibe poca cobertura en los principales medios de comunicación. Durante la carrera de 2008 se produjo una película documental, Ride the Divide . Siguió a varios ciclistas, incluido el eventual ganador Matthew Lee. El documental ganó el premio a la "Mejor película de aventuras" en el Festival de Cine de Vail de 2010.
Informes en vivo de las carreras de 2018, 2019 y 2021 combinan información de TrackLeaders, las redes sociales de los corredores, MTBCast y el contacto directo con los corredores para crear una imagen completa de la carrera.

## Ruta similar
La Trans Am Bike Race (TABR) es similar a la Tour Divide en que los ciclistas deben ser completamente autosuficientes y se usa una ruta fija, la principal diferencia es que la TABR se realiza en caminos pavimentados. El TABR utiliza el TransAmerica Bicycle Trail, que va desde la costa del Pacífico en Oregón, Estados Unidos, hasta la costa atlántica en Virginia, y al igual que la ruta del Tour Divide, fue desarrollado por la Adventure Cycling Association .